# الجوالة (أولاد فارس)
الجوالة هو دُوَّار يقع بجماعة أولاد فارس الحلة، إقليم سطات، جهة الدار البيضاء سطات في المملكة المغربية. ينتمي الدوّار لمشيخة أولاد فارس التي تضم 18 دوار. يقدر عدد سكانه بـ 233 نسمة حسب الإحصاء الرسمي للسكان والسكنى لسنة 2004.

## روابط خارجية
- البوابة الوطنية للجماعات الترابية
- المندوبية السامية للتخطيط